# Utansjö
Utansjö – miejscowość (tätort) w Szwecji w gminie Härnösand w regionie Västernorrland. Około 209 mieszkańców.